# Hans Aasen

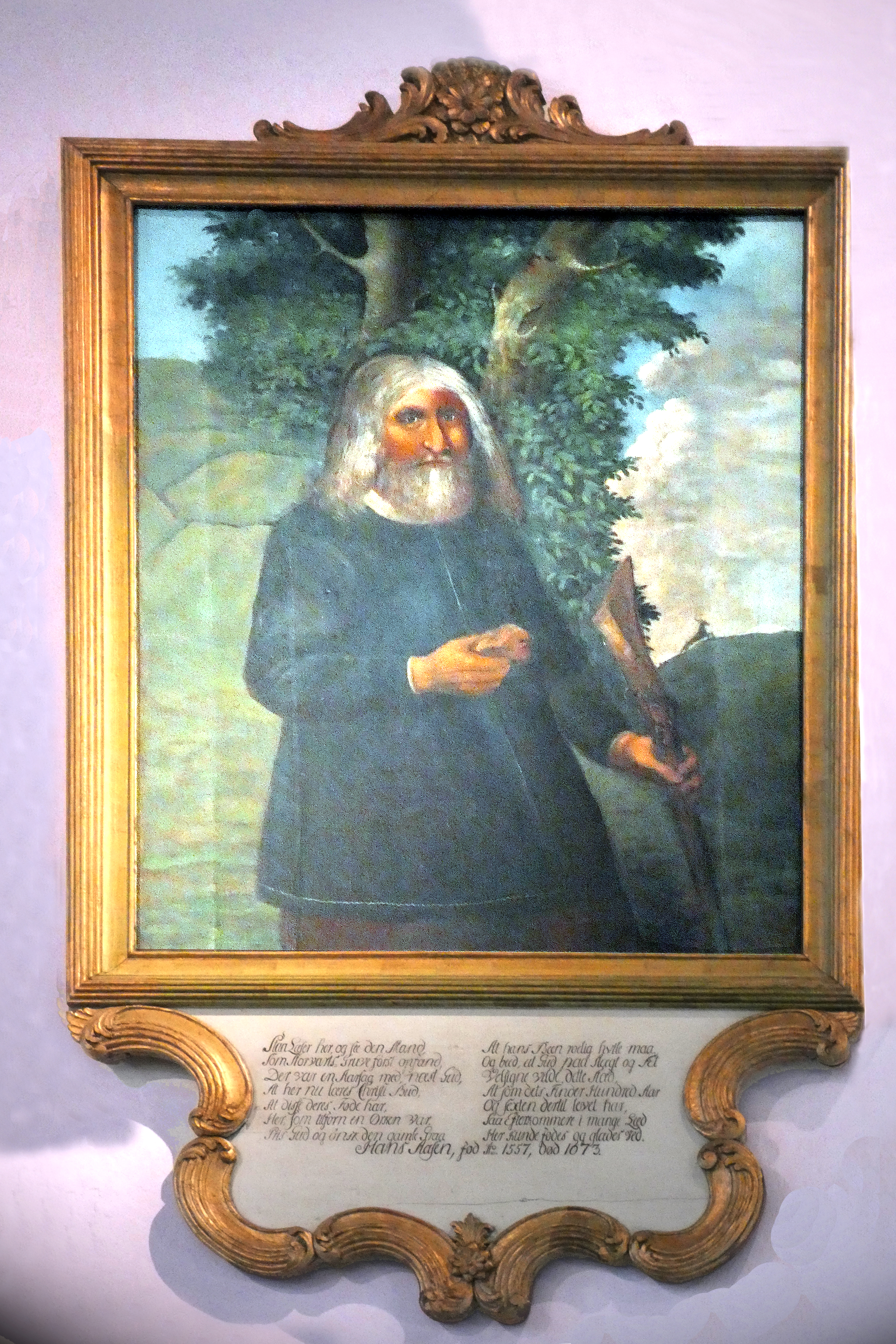
Obraz przedstawiający Hans Aasen, obraz namalowany przez Peder Andersen Lilje między rokiem 1670 - 1673.

Hans Aasen (ur. 1557 w Tännäs, zm. 1673 w Røros) był rolnikiem i myśliwym pochodzenia Norweskiego.

## Życiorys
Urodził się na farmie w aneksie Tännäs, która w tamtym czasie należała do Norwegii. Hans był najmłodszym z trzech synów swego ojca, więc po odziedziczeniu majątku przez starszych braci udał się do Trondheim, by tam zarobić na życie. Około roku 1600 dotarł na tereny dzisiejszego Røros, gdzie  postanowił się osiedlić z powodów bujnych lasów i rzek bogatych w ryby. Hansa kilka krotnie odwiedzał górnik Lorentz Lossius, który przekazał myśliwemu kilka próbek rudy miedzi, wiedząc, że ten poluje w lasach i górach. Według legędy Hans w czasie polowania w górach Storvola natknął się na grupę reniferów. Kiedy upolował jednego renifera reszta grupy zaczęła uciekać, wtedy myśliwy spostrzegł połysk na kamieniu, który zdrapały renifery kopytami w czasie ucieczki. Aasen spostrzegł, że ruda jest czystsza, niż próbki, które przekazał mu Lossius.
W 1644 roku Aasen pokazał złoża rudy Lossius. W 1645 roku Lossius uznał się za pierwszego odkrywcę złoża rudy, pomijając Aasena. Hans początkowo nie czerpał żadnych korzyści ze swojego znaleziska do czasu, kiedy zainteresował się nim drugi właściciel dopiero co powstałej kopalni w Røros. Drugim właścicielem kopalni był Joachim Irgens, który dzięki dużym wpływom przekonał władze, że pierwotnym odkrywcę złóż miedzi jest, Aasena od którego odkupił jego udziały za śmiesznie niską kwotę. Hans Aasen zmarł, mając ponad 100 lat i zostawił po sobie dwóch synów.

## Upamiętnienia
- Obraz portretujący Aasena który zawisł w kościele w Røros.